# Léoville
Léoville là một xã trong tỉnh Charente-Maritime trong vùng Nouvelle-Aquitaine tây nam nước Pháp. Xã này nằm ở khu vực có độ cao 39-97 mét trên mực nước biển.

## Lịch sử dân số
| Năm  | Dân số | Mật độ  | Phần trăm của tổng |
| ---- | ------ | ------- | ------------------ |
| 1962 | 308    | -       | -                  |
| 1968 | 331    | -       | -                  |
| 1975 | 272    | -       | -                  |
| 1982 | 276    | -       | -                  |
| 1990 | 264    | -       | -                  |
| 1999 | 300    | 30 /km² | 3%                 |